# Grădiștea, Vâlcea
Grădiștea là một xã thuộc hạt Vâlcea, România. Dân số thời điểm năm 2002 là 3112 người.